# Ik ben kachel
Ik ben kachel is een single van de Nederlandse band OBZ (afkorting van Oudebildtzijl), uitgebracht in 2020.

## Achtergrond
Het nummer is geschreven door Kees Postma, Dylan van der Feen en Jelte Jan van der Zee. Het was door de leden van de band als grapje gemaakt. De band had slechts drie uur nodig om het lied te creëren. Het nummer gaat over veel alcohol consumeren en daardoor "kachel" (dronken) zijn. 
In de eerste maanden na uitbrengen was het nummer geen succes, maar het nummer ging eind 2021 plotseling viral. Dit kwam mede doordat het door Radio 538 werd gedraaid en het nummer op TikTok werd gebruikt voor een dansje. Radio 538 riep daaropvolgend het nummer uit tot Trending Track. Eind 2021 kwam de band onder het label Klare Taal nog met een hardstyle remix op het nummer en kwam de dj KNSHA met een andere versie.
In 2022 kreeg het lied opnieuw aandacht, toen Qmusic de verkiezing van Foute Anthem van 2022 hield. Ik ben kachel won deze titel en versloeg daarmee de nummers De laatste van Snelle en Ammar en Pistolero van Elettra Lamborghini. Het was hiermee de opvolger van Hef je glas van Marco Borsato, Rolf Sanchez en John Ewbank, welke de verkiezing in 2021 won.

## Hitnoteringen
OBZ had bescheiden succes met het lied in Nederland. Het nummer piekte op de 46e plek in de Single Top 100 in de 21 weken dat het in de lijst stond. Daarnaast kwam het tot de elfde positie van de Tipparade. In 2022, na de verkiezing van Foute Athem, kreeg het nummer zoveel aandacht dat het de Nederlandse Top 40 in kwam. Het kwam hier op de 36e plaats binnen. Het piekte op de 29e plaats in de drie weken dat het in de lijst stond.

### Nederlandse Top 40
| Hitnotering: 18-06-2022 t/m 02-07-2022 | Hitnotering: 18-06-2022 t/m 02-07-2022 | Hitnotering: 18-06-2022 t/m 02-07-2022 | Hitnotering: 18-06-2022 t/m 02-07-2022 | Hitnotering: 18-06-2022 t/m 02-07-2022 |
| Week:                                  | 1                                      | 2                                      | 3                                      |                                        |
| -------------------------------------- | -------------------------------------- | -------------------------------------- | -------------------------------------- | -------------------------------------- |
| Positie:                               | 36                                     | 29                                     | 39                                     | uit                                    |

### NederlandseSingle Top 100
| Hitnotering (week 1 t/m 5): 08-01-2022 t/m 05-02-2022 Hitnotering (week 6 t/m 8): 19-02-2022 t/m 05-03-2022 Hitnotering (week 9 t/m 21): 11-06-2022 t/m 03-09-2022 | Hitnotering (week 1 t/m 5): 08-01-2022 t/m 05-02-2022 Hitnotering (week 6 t/m 8): 19-02-2022 t/m 05-03-2022 Hitnotering (week 9 t/m 21): 11-06-2022 t/m 03-09-2022 | Hitnotering (week 1 t/m 5): 08-01-2022 t/m 05-02-2022 Hitnotering (week 6 t/m 8): 19-02-2022 t/m 05-03-2022 Hitnotering (week 9 t/m 21): 11-06-2022 t/m 03-09-2022 | Hitnotering (week 1 t/m 5): 08-01-2022 t/m 05-02-2022 Hitnotering (week 6 t/m 8): 19-02-2022 t/m 05-03-2022 Hitnotering (week 9 t/m 21): 11-06-2022 t/m 03-09-2022 | Hitnotering (week 1 t/m 5): 08-01-2022 t/m 05-02-2022 Hitnotering (week 6 t/m 8): 19-02-2022 t/m 05-03-2022 Hitnotering (week 9 t/m 21): 11-06-2022 t/m 03-09-2022 | Hitnotering (week 1 t/m 5): 08-01-2022 t/m 05-02-2022 Hitnotering (week 6 t/m 8): 19-02-2022 t/m 05-03-2022 Hitnotering (week 9 t/m 21): 11-06-2022 t/m 03-09-2022 | Hitnotering (week 1 t/m 5): 08-01-2022 t/m 05-02-2022 Hitnotering (week 6 t/m 8): 19-02-2022 t/m 05-03-2022 Hitnotering (week 9 t/m 21): 11-06-2022 t/m 03-09-2022 | Hitnotering (week 1 t/m 5): 08-01-2022 t/m 05-02-2022 Hitnotering (week 6 t/m 8): 19-02-2022 t/m 05-03-2022 Hitnotering (week 9 t/m 21): 11-06-2022 t/m 03-09-2022 | Hitnotering (week 1 t/m 5): 08-01-2022 t/m 05-02-2022 Hitnotering (week 6 t/m 8): 19-02-2022 t/m 05-03-2022 Hitnotering (week 9 t/m 21): 11-06-2022 t/m 03-09-2022 | Hitnotering (week 1 t/m 5): 08-01-2022 t/m 05-02-2022 Hitnotering (week 6 t/m 8): 19-02-2022 t/m 05-03-2022 Hitnotering (week 9 t/m 21): 11-06-2022 t/m 03-09-2022 | Hitnotering (week 1 t/m 5): 08-01-2022 t/m 05-02-2022 Hitnotering (week 6 t/m 8): 19-02-2022 t/m 05-03-2022 Hitnotering (week 9 t/m 21): 11-06-2022 t/m 03-09-2022 | Hitnotering (week 1 t/m 5): 08-01-2022 t/m 05-02-2022 Hitnotering (week 6 t/m 8): 19-02-2022 t/m 05-03-2022 Hitnotering (week 9 t/m 21): 11-06-2022 t/m 03-09-2022 | Hitnotering (week 1 t/m 5): 08-01-2022 t/m 05-02-2022 Hitnotering (week 6 t/m 8): 19-02-2022 t/m 05-03-2022 Hitnotering (week 9 t/m 21): 11-06-2022 t/m 03-09-2022 | Hitnotering (week 1 t/m 5): 08-01-2022 t/m 05-02-2022 Hitnotering (week 6 t/m 8): 19-02-2022 t/m 05-03-2022 Hitnotering (week 9 t/m 21): 11-06-2022 t/m 03-09-2022 | Hitnotering (week 1 t/m 5): 08-01-2022 t/m 05-02-2022 Hitnotering (week 6 t/m 8): 19-02-2022 t/m 05-03-2022 Hitnotering (week 9 t/m 21): 11-06-2022 t/m 03-09-2022 | Hitnotering (week 1 t/m 5): 08-01-2022 t/m 05-02-2022 Hitnotering (week 6 t/m 8): 19-02-2022 t/m 05-03-2022 Hitnotering (week 9 t/m 21): 11-06-2022 t/m 03-09-2022 | Hitnotering (week 1 t/m 5): 08-01-2022 t/m 05-02-2022 Hitnotering (week 6 t/m 8): 19-02-2022 t/m 05-03-2022 Hitnotering (week 9 t/m 21): 11-06-2022 t/m 03-09-2022 | Hitnotering (week 1 t/m 5): 08-01-2022 t/m 05-02-2022 Hitnotering (week 6 t/m 8): 19-02-2022 t/m 05-03-2022 Hitnotering (week 9 t/m 21): 11-06-2022 t/m 03-09-2022 | Hitnotering (week 1 t/m 5): 08-01-2022 t/m 05-02-2022 Hitnotering (week 6 t/m 8): 19-02-2022 t/m 05-03-2022 Hitnotering (week 9 t/m 21): 11-06-2022 t/m 03-09-2022 | Hitnotering (week 1 t/m 5): 08-01-2022 t/m 05-02-2022 Hitnotering (week 6 t/m 8): 19-02-2022 t/m 05-03-2022 Hitnotering (week 9 t/m 21): 11-06-2022 t/m 03-09-2022 | Hitnotering (week 1 t/m 5): 08-01-2022 t/m 05-02-2022 Hitnotering (week 6 t/m 8): 19-02-2022 t/m 05-03-2022 Hitnotering (week 9 t/m 21): 11-06-2022 t/m 03-09-2022 | Hitnotering (week 1 t/m 5): 08-01-2022 t/m 05-02-2022 Hitnotering (week 6 t/m 8): 19-02-2022 t/m 05-03-2022 Hitnotering (week 9 t/m 21): 11-06-2022 t/m 03-09-2022 | Hitnotering (week 1 t/m 5): 08-01-2022 t/m 05-02-2022 Hitnotering (week 6 t/m 8): 19-02-2022 t/m 05-03-2022 Hitnotering (week 9 t/m 21): 11-06-2022 t/m 03-09-2022 | Hitnotering (week 1 t/m 5): 08-01-2022 t/m 05-02-2022 Hitnotering (week 6 t/m 8): 19-02-2022 t/m 05-03-2022 Hitnotering (week 9 t/m 21): 11-06-2022 t/m 03-09-2022 | Hitnotering (week 1 t/m 5): 08-01-2022 t/m 05-02-2022 Hitnotering (week 6 t/m 8): 19-02-2022 t/m 05-03-2022 Hitnotering (week 9 t/m 21): 11-06-2022 t/m 03-09-2022 |
| Week: | 1 | 2 | 3 | 4 | 5 | | 6 | 7 | 8 | | 9 | 10 | 11 | 12 | 13 | 14 | 15 | 16 | 17 | 18 | 19 | 20 | 21 | |
| --- | --- | --- | --- | --- | --- | --- | --- | --- | --- | --- | --- | --- | --- | --- | --- | --- | --- | --- | --- | --- | --- | --- | --- | --- |
| Positie: | 72 | 72 | 74 | 77 | 89 | uit | 92 | 81 | 60 | uit | 84 | 65 | 56 | 46 | 53 | 69 | 70 | 70 | 66 | 76 | 78 | 83 | 97 | uit |